# Schwarzholzkrankheit

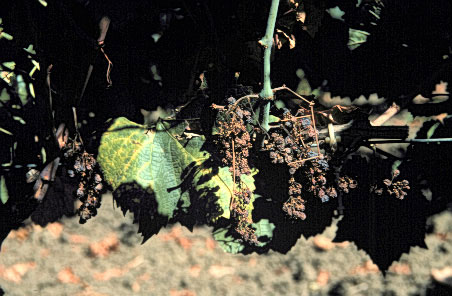
von der Schwarzholzkrankheit betroffene Weinrebe mit vertrockneten Beeren und chlorotischen Blättern

Die Schwarzholzkrankheit (Bois noir) ist eine bei Weinreben auftretende Krankheit, die durch (Stolbur-)Phytoplasmen ausgelöst wird (Phytoplasmose)  und zu den Vergilbungskrankheiten im Weinbau gehört. Die Phytoplasmen werden durch phloemsaugende Zikaden von Pflanze zu Pflanze übertragen. Die Infektion führt erst im Folgejahr zu ersten Symptomen: Das befallene Rebholz reift im Sommer nicht vollständig aus und stirbt nach dem Winter unter Schwarzfärbung ab. Bei roten Rebsorten werden die Blätter sektorweise rot, bei weißen Rebsorten hingegen hellgrün (chlorotisch); in beiden Fällen rollen sich die Blätter am Rand ein. Die Beeren reifen verzögert, werden bitter und trocknen aus.

## Übertrager und Bekämpfungsmaßnahmen
Der Hauptübertrager der Schwarzholzkrankheit ist die Glasflügelzikade Hyalesthes obsoletus. Die Übertragung dieser Krankheit wurde aber bei einer weiteren Zikade und zwar Reptalus panzeri (Rosenglasflügelzikade), wissenschaftlich nachgewiesen.
Auf der Suche nach ihren Wirtspflanzen können infizierte Zikaden versehentlich Weinreben anstechen und somit Phytoplasmen auf die Weinrebe übertragen. Um die Phytoplasmose einzudämmen, werden die betroffenen Weinreben im Sommer zurückgeschnitten und Brennnesseln im Anbaugebiet des Weins entfernt. Die Brennnessel-Bekämpfung mit Glyphosat sollte außerhalb der Zikaden-Flugphase stattfinden, um Suchstiche an den Weinreben zu verhindern.
Verwechselt werden kann die Schwarzholzkrankheit mit der Goldgelben Vergilbung.